# 比利基夫卡
50°59′19″N 34°6′45″E / 50.98861°N 34.11250°E
比利基夫卡（烏克蘭語：Біликівка）是位於烏克蘭東北部的村莊，由蘇梅州蘇梅區的米科拉伊夫卡镇级市镇負責管轄。該村距離博布里克和沃洛德米里夫卡2公里，海拔高度156米，2001年人口117。